# Bobby Pearce (aviron)
Pour les articles homonymes, voir Robert Pearce.
Henry Robert « Bobby » Pearce, né le 30 septembre 1905 à Double Bay en Australie et mort 20 mai 1976 à Toronto au Canada, est un rameur australien double champion olympique en 1928 et 1932 dans la spécialité du skiff.

## Biographie
Né dans une famille de rameurs, son grand-père et son père Harry II ont ramé avant lui, Henry Robert Pearce grandit à Double Bay dans la banlieue de Sydney. Jeune, il remporte des courses d'aviron. Après avoir quitté l'école, il devient charpentier et travaille dans l'industrie de la pêche avant de rejoindre l'armée australienne où il devient champion de boxe des poids lourds de l'armée.
Après avoir quitté l'armée en 1926, Bobby Pearce se concentre sur l'aviron et est le seul champion australien de skiff ce qui lui vaut sa qualification pour les Jeux olympiques 1928. En quart de finale, il est opposé au Français Vincent Saurin. En pleine course, une famille de canards passe devant son bateau et l'athlète décide de les laisser passer puis de repartir à la rame jusqu'à remporter tout de même la course. En finale, il bat l'Américain Kenneth Myers avec une marge de 9,8 secondes. Son temps de 7 min 11 s est le nouveau record olympique sur la distance de 2 000 mètres.
Champion olympique de skiff, il espère ramer lors des Diamond Sculls de Henley mais son inscription est refusée au motif qu'il est charpentier. De retour à Sydney, il ne parvient pas à trouver de travail en raison de la Grande Dépression. Le producteur de whisky canadien Lord Dewar apprend sa situation et lui offre un emploi de vendeur à Hamilton. Ce nouveau poste lui permet de s'inscrire à la course d'Henley en 1931 qu'il remporte avec six longueurs d'avance.
Dominateur, il remporte 49 courses consécutives. En 1932, Bobby Pearce conserve son titre de champion olympique dans une course à suspense avec l'Américain William Miller. Après les Jeux olympiques, Pearce devient professionnel en 1933 et remporte le titre de champion du monde professionnel de skiff. Il ne défend son titre qu'à deux reprises avant de mettre son titre et de prendre sa retraite en 1947.

Galerie d'images de Bobby Pearce
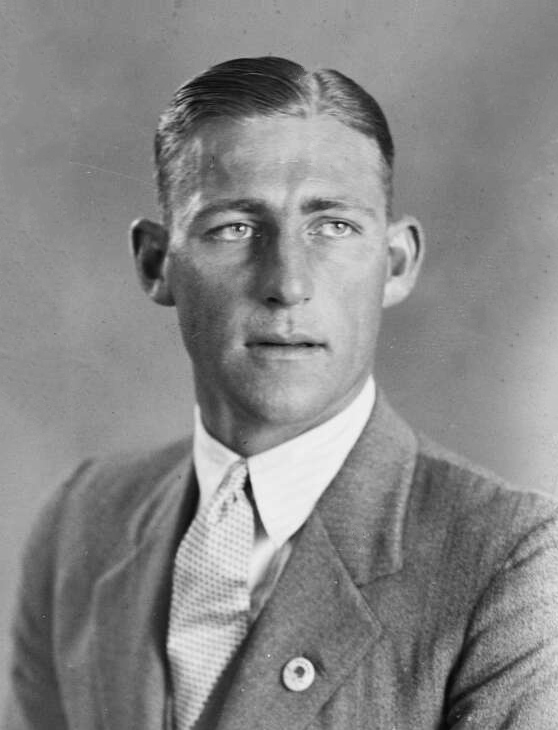
Portrait de Pearce dans les années 1920.
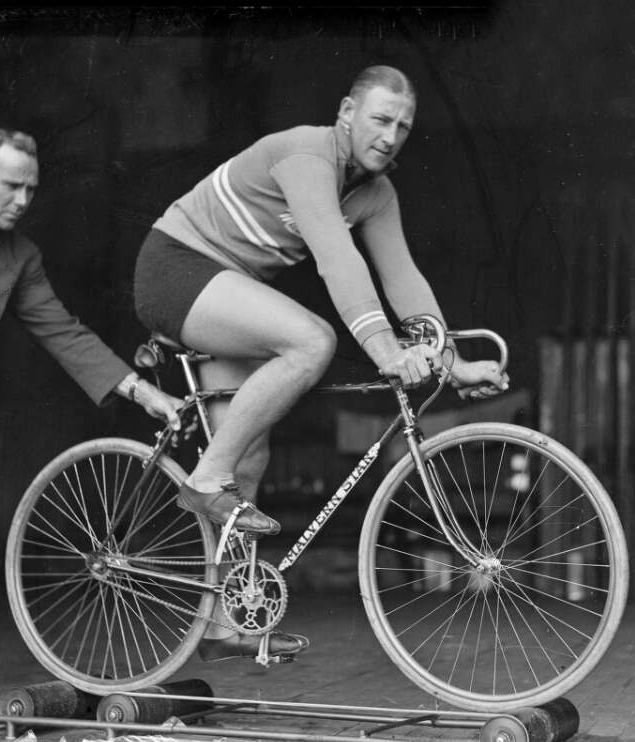
Pearce s'entraînant physiquement sur un vélo.
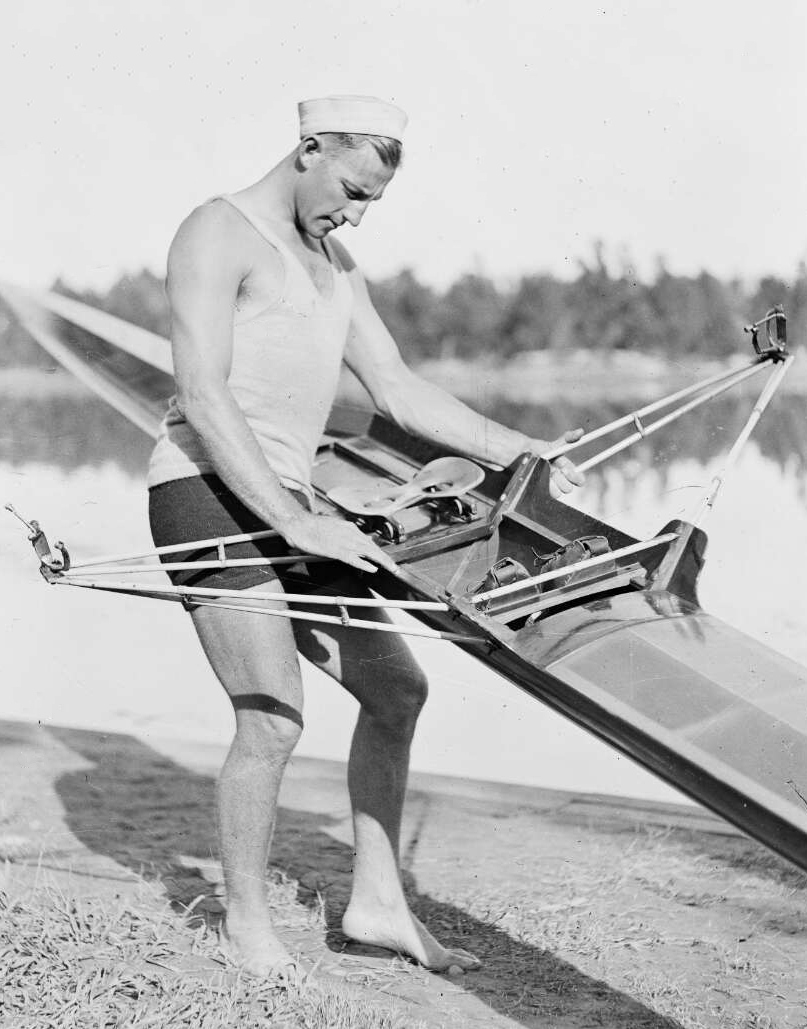
Pierce met à l'eau son bateau.
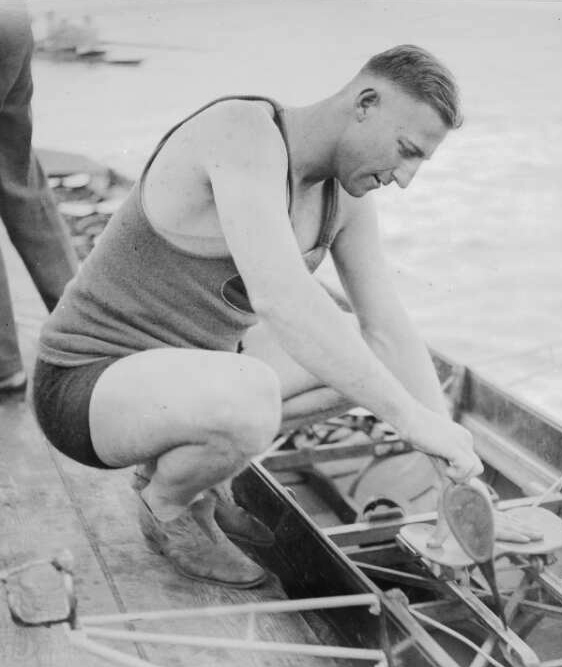
Pierce réalise l'entretien de son embarcation.
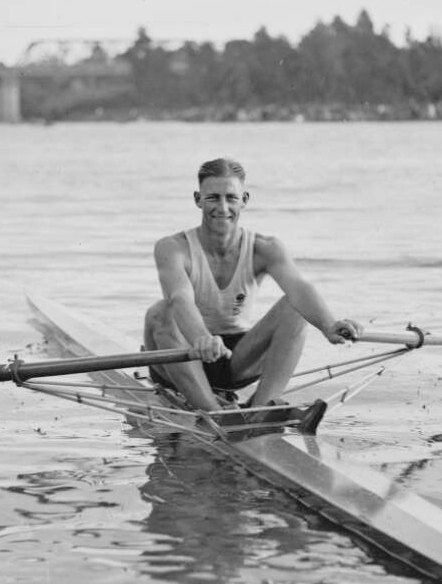
L'Australien à bord de son bateau dans les années 1930.
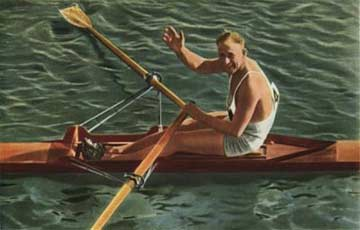
Bobby Pierce aux Jeux olympiques de Los Angeles en 1932.

## Palmarès
Jeux olympiques
- Médaille d'or en skiff aux Jeux olympiques d'été de 1928 à Amsterdam, Pays-Bas.
- Médaille d'or en skiff aux Jeux olympiques d'été de 1932 à Los Angeles, États-Unis.

Compétitions internationales
- Médaille d'or en skiff aux Jeux de l'Empire britannique de 1930 à Hamilton, Canada.
- Vainqueur du Diamond Challenge Sculls en 1931 à Henley, Angleterre.
- Vainqueur de la Gold Cup 1928 à Philadelphie, États-Unis.